# Acanthogorgia aspera
Acanthogorgia aspera is een zachte koraalsoort uit de familie Acanthogorgiidae. De koraalsoort komt uit het geslacht Acanthogorgia. Acanthogorgia aspera werd in 1867 voor het eerst wetenschappelijk beschreven door Pourtales. 